# TV4-nyheterna Örebro
TV4-nyheterna Örebro är en av TV4:s 25 lokala stationer. Stationen bevakar nyhetshändelser i Örebro län. De sänder nyhetsprogram sex gånger om dagen i TV4 och Sjuan. Programmet sänds från Stockholm.